# Noppadol Sangnil
Noppadol Sangnil, tajski igralec snookerja, * 9. julij 1977.

## Kariera
Svetovni karavani se je prvič pridružil v sezoni 2001/02.

## Osvojeni turnirji

### Amaterski turnirji
- Azijsko prvenstvo do 21 let - 1996, 1997